# Église de l'Assomption-de-la-Bienheureuse-Vierge-Marie de Caselle Landi
L’église de l'Assomption-de-la-Bienheureuse-Vierge-Marie (Chiesa dell'Assunzione della Beata Vergine Maria), communément appelée église de l’Assomption, est une église située dans le village de Caselle Landi (ou seulement Caselle), en Italie. Elle est une église paroissiale rattachée au diocèse de Lodi de l’Église catholique.

## Historique
L'église a été construite au XVIIIe siècle pour remplacer les précédents édifices après les crues continues du fleuve Pô. Enfin, elle a été restaurée après la grande crue de 1951.

## Architecture

### Extérieur
Édifice rectangulaire doté d'une abside semi-circulaire, il possède une seule nef. Jusqu'en 1891, le campanile se trouvait derrière l'abside, l'actuel est séparé de l'église par la chapelle dédiée à Notre-Dame de Lourdes. La façade, pendant des  décennies, a subi plusieurs restaurations, souvent sans amélioration ; l'actuelle, qui date des années 1990, est en train de s’effondrer et nécessiterait davantage de mesures conservatrices.

### Intérieur
L'intérieur comporte une seule nef. À l'entrée, à gauche, se trouve les fonts baptismaux avec une niche dédiée à la Nativité de Marie. À droite, une fresque, œuvre de Luigi Arzuffi, représentant sainte Françoise-Xavière Cabrini, fondatrice des Sœurs missionnaires du Sacré-Cœur de Jésus, qui, accompagnée par Jean-Baptiste Scalabrini, reçoit du pape Léon XIII le charge de missionnaire aux États-Unis d'Amérique.
Se trouvent ensuite, à droite la chapelle de la Notre-Dame du Rosaire et à gauche celle de saint Antoine de Padoue.
Les chapelles de la deuxième travée sont dédiées au Sacré-Cœur et à Notre-Dame des Douleurs. Les dernières chapelles sont dédiées à saint Joseph et saint Sabin, patron du village. Dans les différentes chapelles se trouvent de plus petites statues d'autres saints.
Le presbytère a été modernisé dans les années 1970 avec le positionnement de l'autel tourné vers les fidèles et le rapprochement du maître-autel vers l'abside. Celle-ci, ainsi que la nef centrale, a été restaurée entre le printemps 2016 et l’été 2019 par le curé de l'époque. La nef centrale présente des fresques (œuvres de Paolo Zambelli) représentant les Évangélistes, d'autres saints, la dormition de Marie et saint Sabin qui, d'en haut, protège Caselle Landi.

### Le reliquaire de saint Paulin
Dans la chapelle de saint Joseph se trouve un reliquaire en verre et en laiton contenant les reliques d'un certain martyr saint Paulin, ainsi dénommé à Caselle Landi peut-être pour le distinguer de Paul de Tarse.
Les ossements, ainsi que ceux d'Augustin d'Hippone, restèrent longtemps conservés dans les catacombes de la basilique San Saturnino de Cagliari, avant d'arriver à Plaisance le 5 janvier 1647 et d'être authentifiés par l'évêque Alessandro Scappi (it). Le corps fut donné au marquis Nicola Landi le 17 juin 1652 qui, le lendemain, fit don du reliquaire à l'église de Caselle Landi.
Giovanni Battista Rota (it), évêque de Lodi, en présence des autorités sanitaires, inspecta la boîte le 12 mai 1898 et on en déduisit que les ossements étaient ceux d'un homme d'environ 30 ans. La boîte fut restituée à la paroisse le 27 mai 1898 avec une cérémonie solennelle et depuis ce jour, Caselle Landi a son co-patron.

## Illustrations

Église de l'Assomption-de-la-Bienheureuse-Vierge-Marie
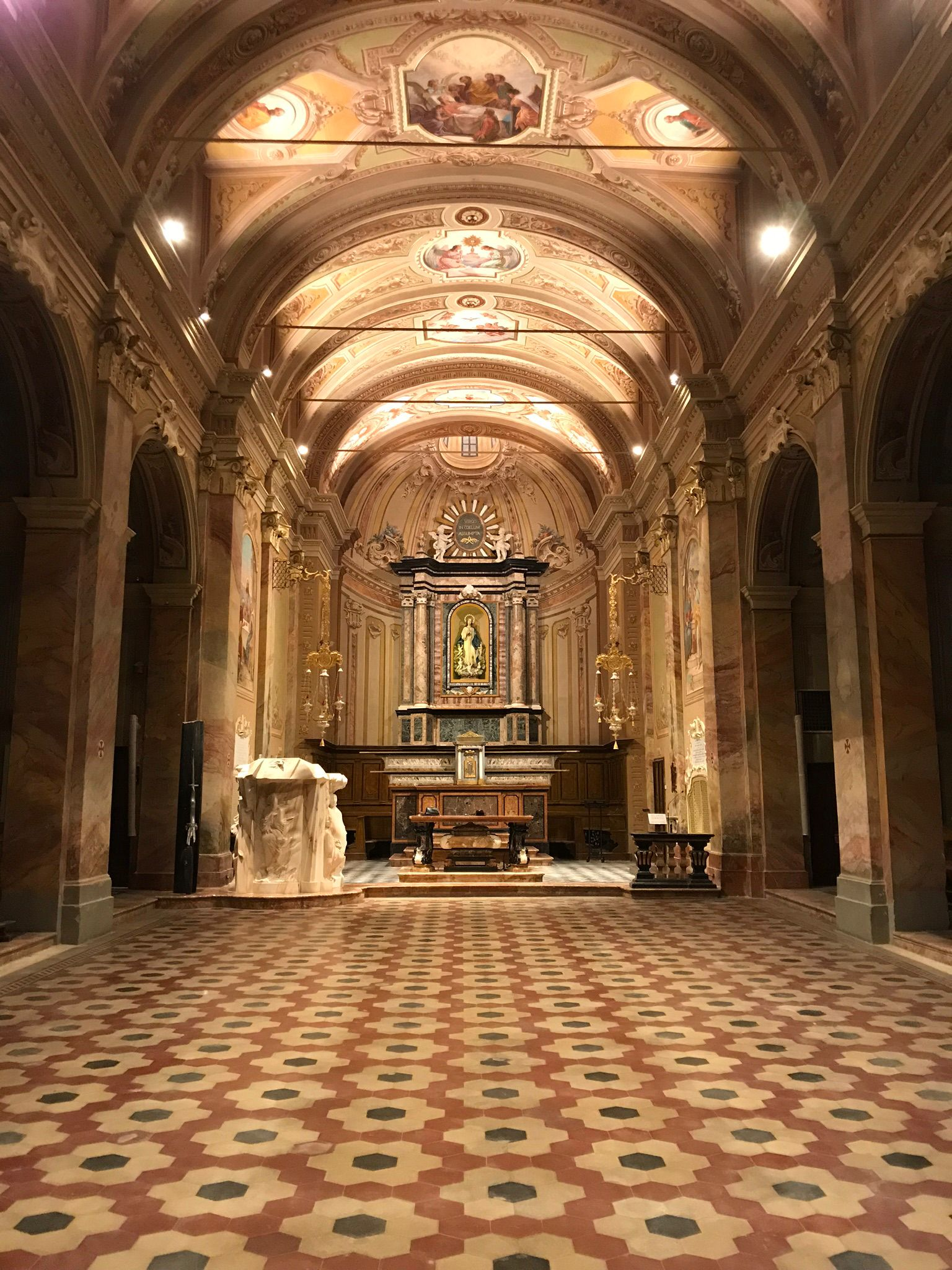
L’intérieur de l'église, XVIIIe siècle.
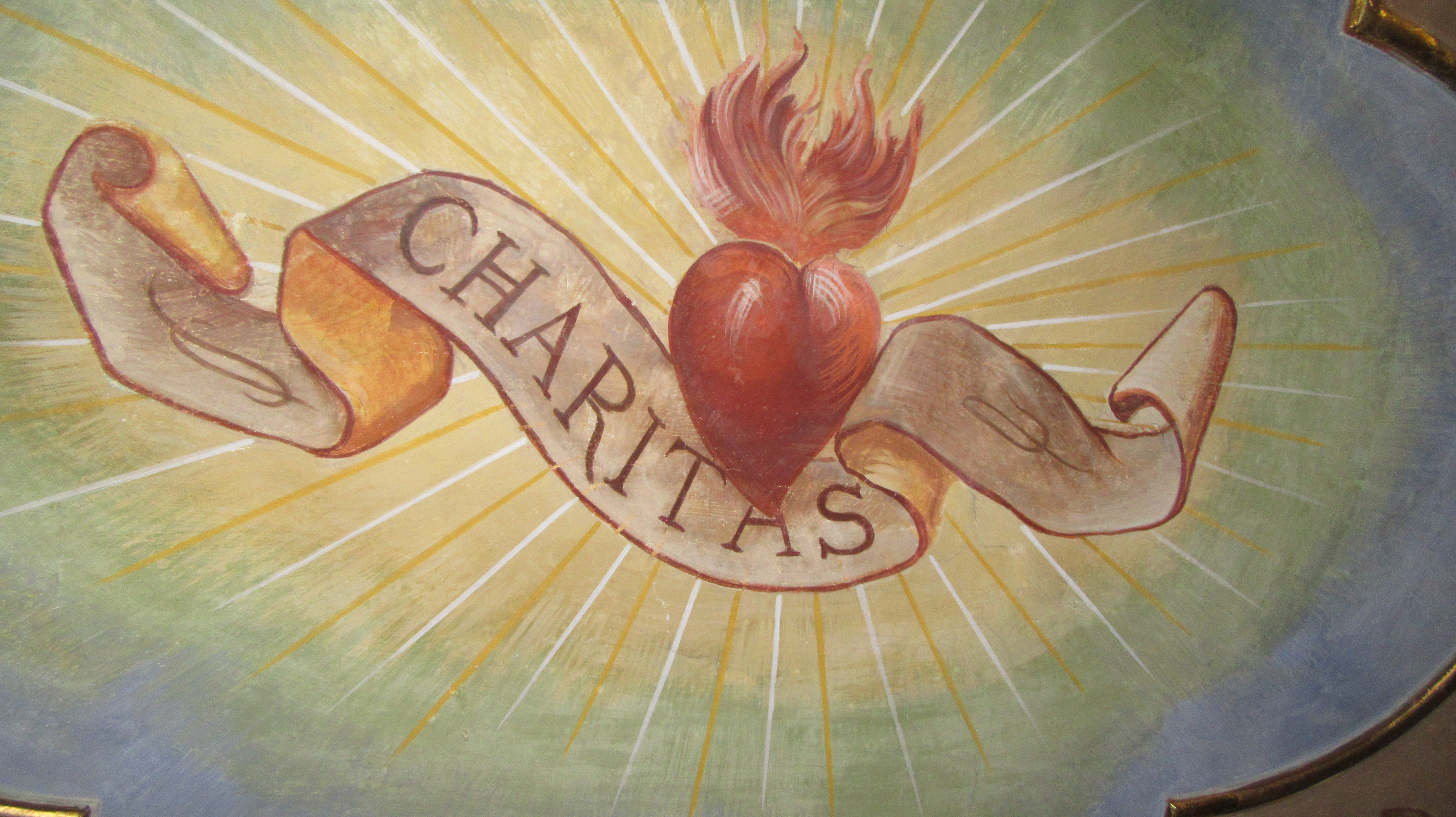
Le Sacré-Cœur, fresque dans le bassin absidial (it).
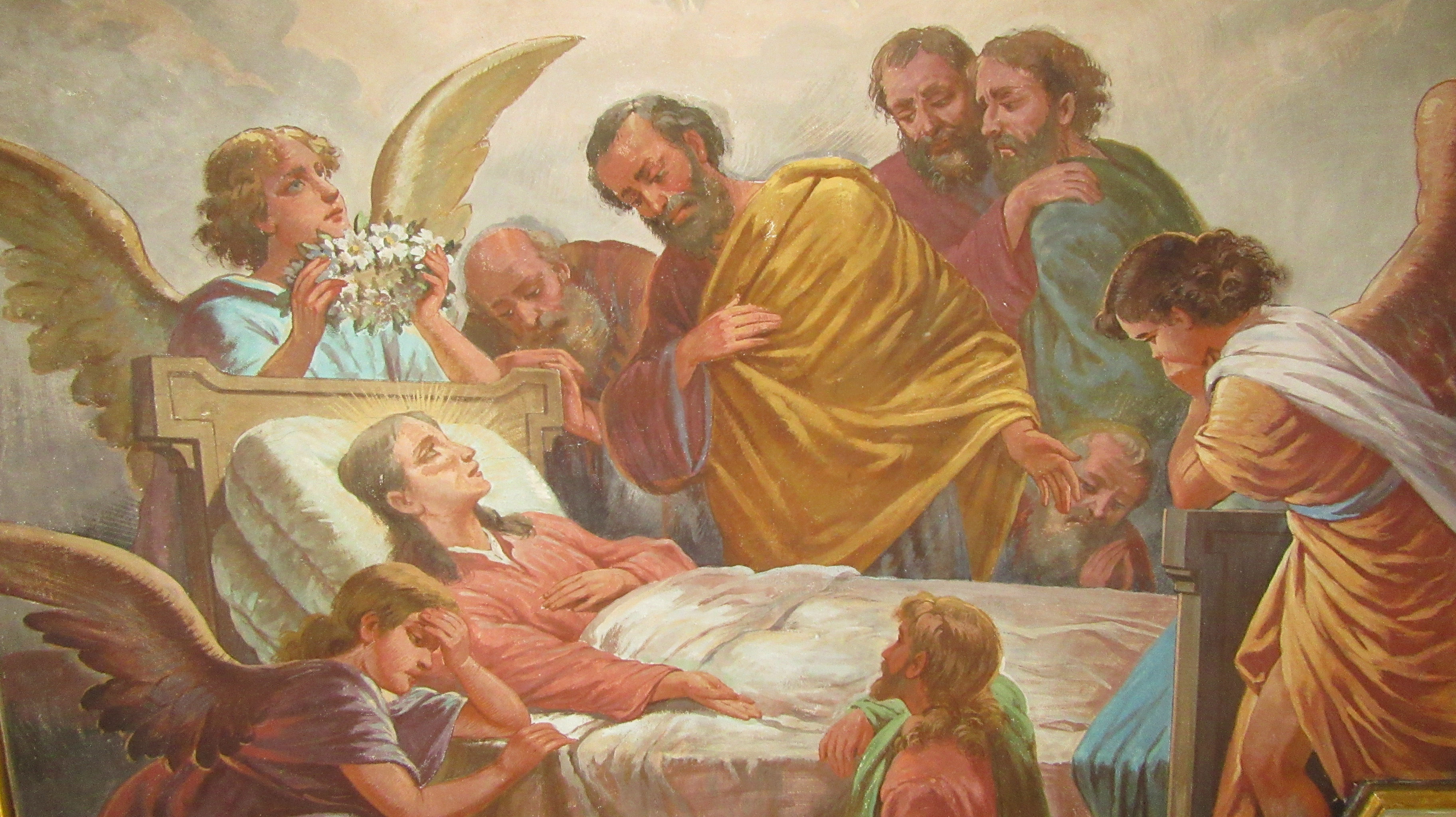
La dormition de Marie, fresque dans la nef centrale.
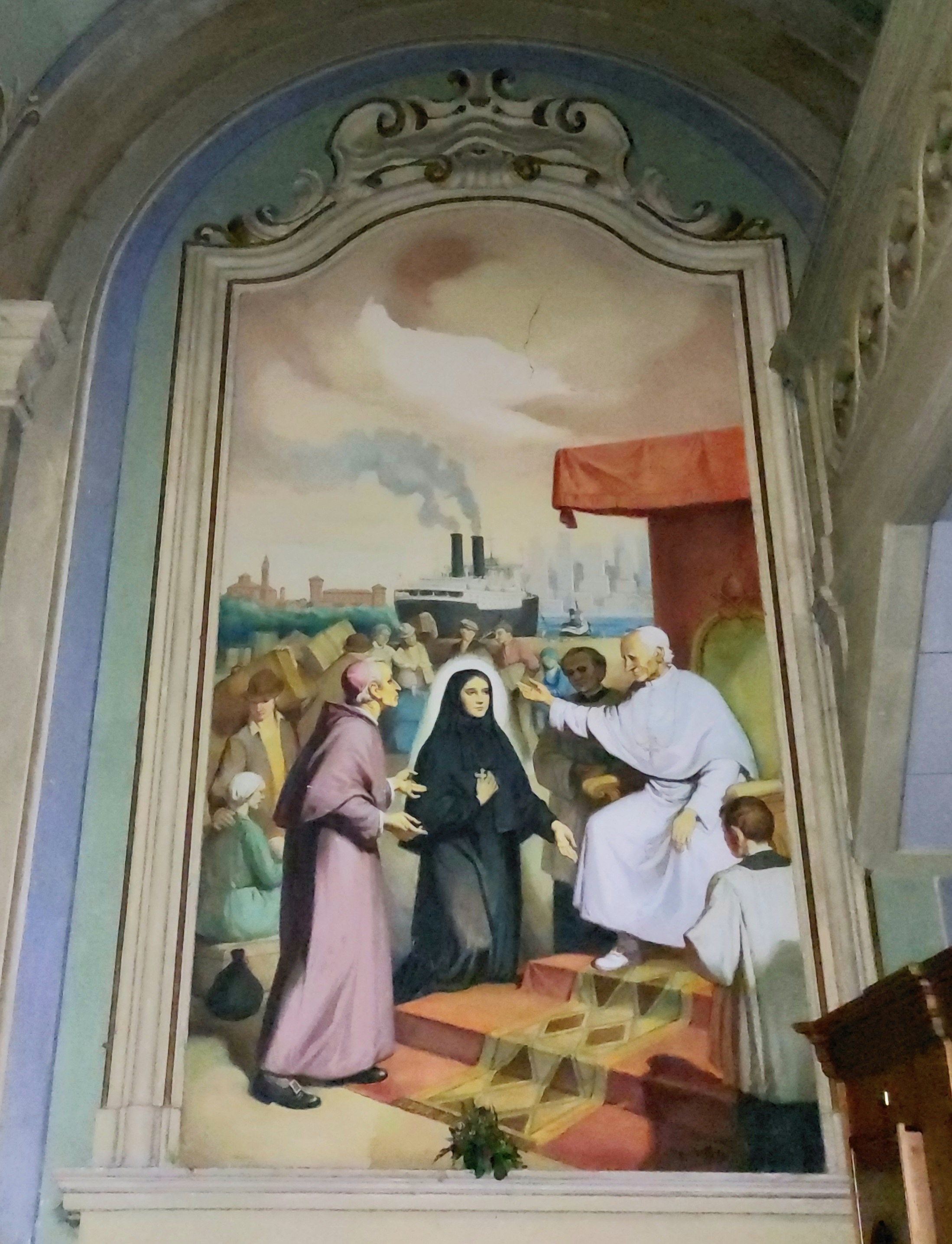
Le fresque de mère Cabrini, à l'entrée à droite.
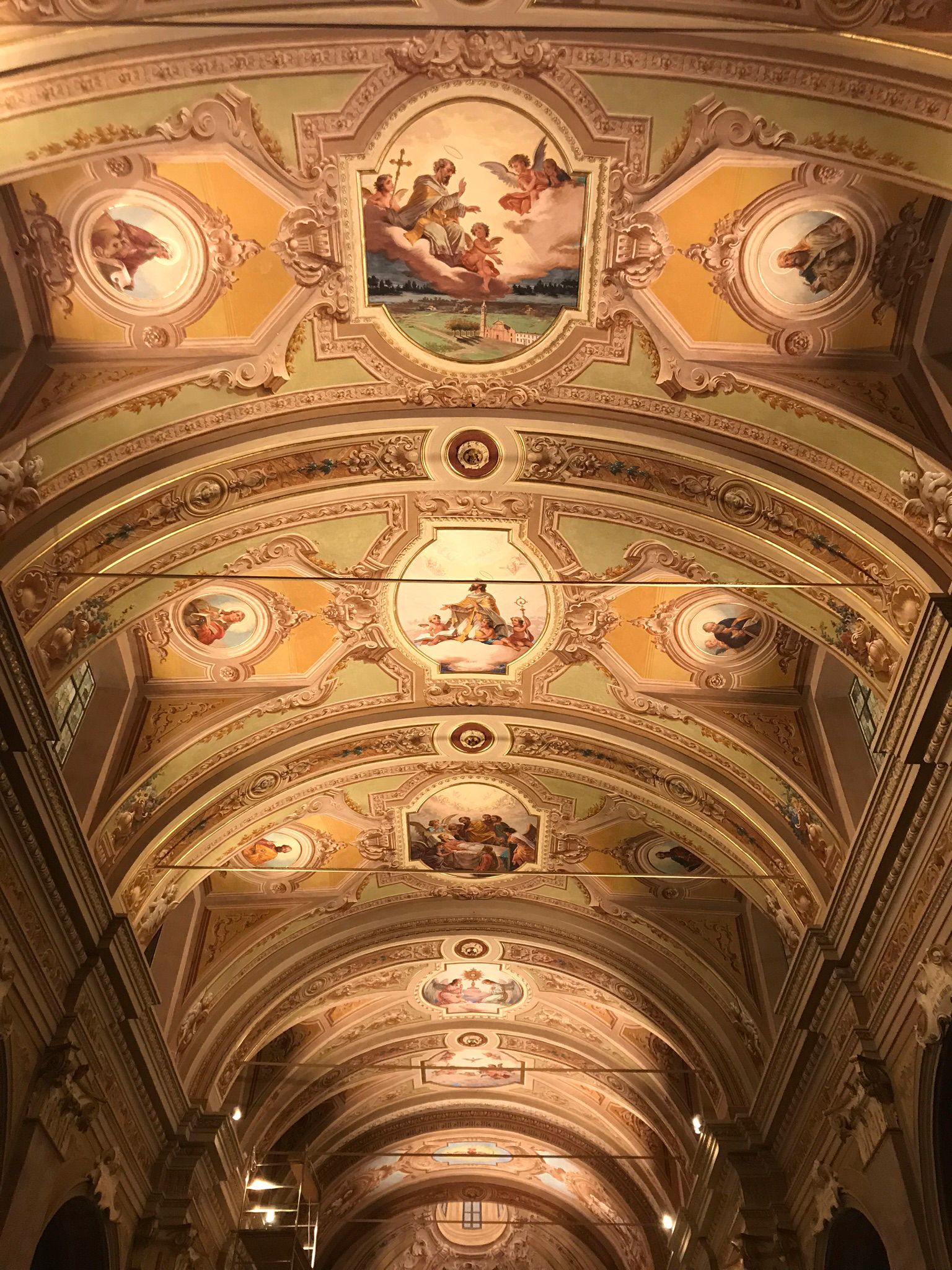
Le nef centrale, après les restaurations de 2019.
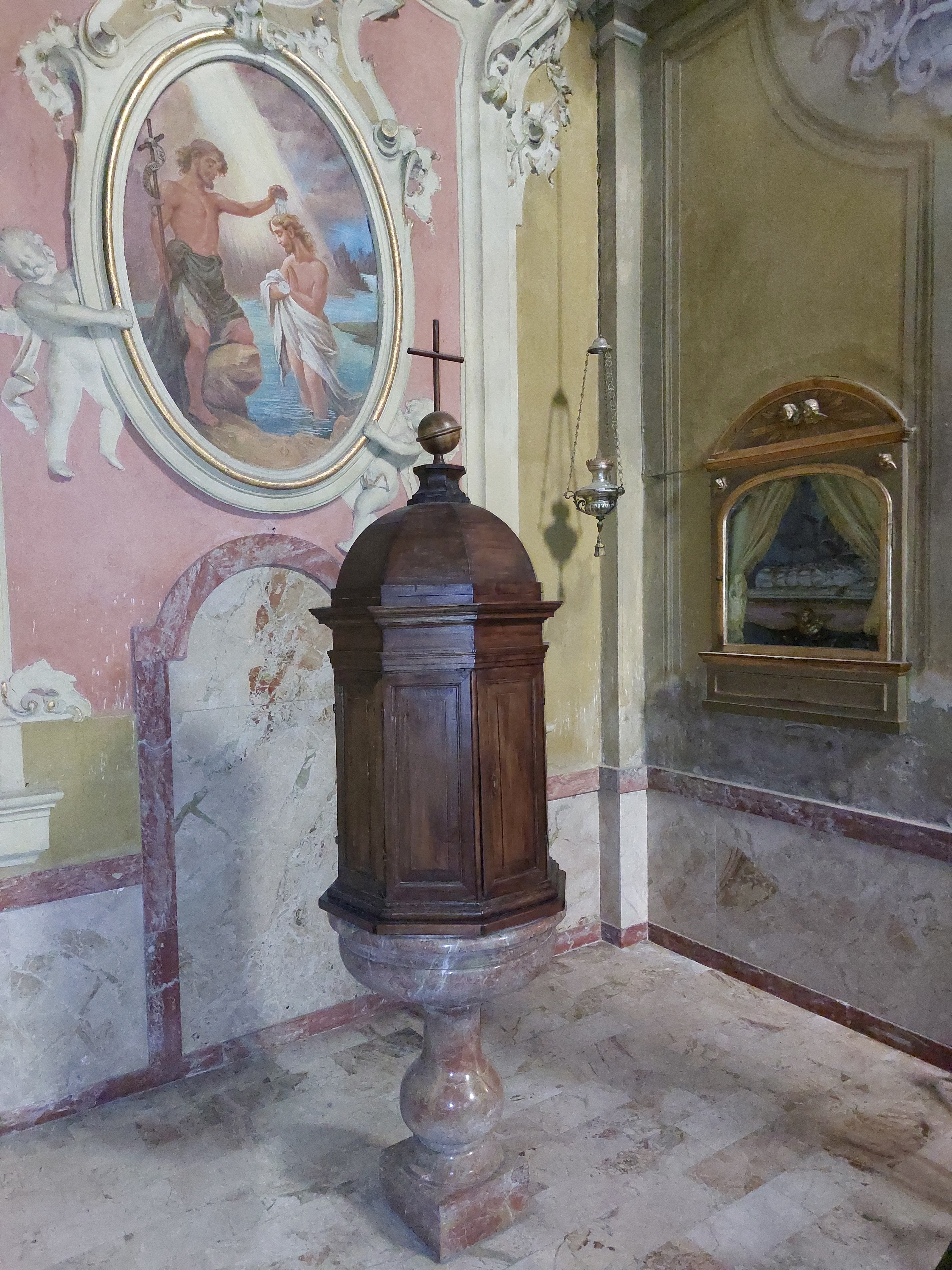
Les fonts baptismaux avec, à droite, la niche dédiée à la Nativité de Marie et, au centre, une fresque du baptême de Jésus.
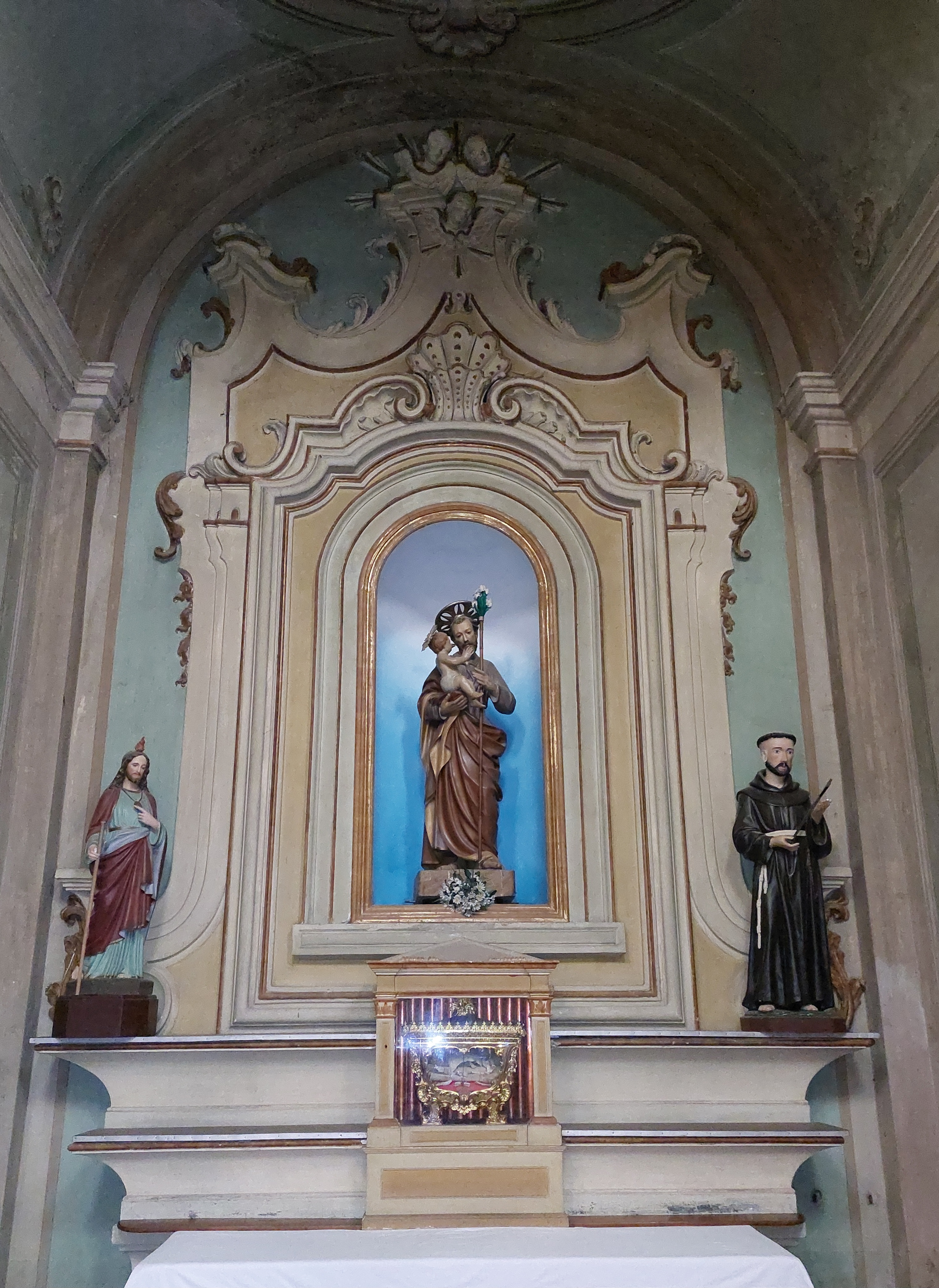
La chapelle Saint Joseph, avec le reliquaire contenant les reliques de saint Paulin martyr.